# Elena Radu
Elena Radu (Pogoanele, Buzău, 24 de março de 1975) é uma ex-canoísta de velocidade romena na modalidade de canoagem.

## Carreira
Foi vencedora da medalha de bronze em K-4 500 m em Sydney 2000, junto com as suas colegas de equipa Mariana Limbău, Raluca Ioniță, Sanda Toma.